# Maximum illud
Das Apostolische Schreiben Maximum illud vom 30. November 1919 enthielt ein neues, in die Zukunft weisendes Programm der katholischen Mission. Papst Benedikt XV. forderte eine bessere Vorbereitung der Missionare, ein Eingehen auf kulturelle und nationale Eigenheiten der Völker und die Ausbildung eines einheimischen Klerus.

## Aufforderung zur Missionierung
Diese Forderungen, so schrieb er, bedeute die Abkehr vom selbstgerechten europäischen Allmachtsanspruch und die Öffnung für den Eigenwert fremder Mentalitäten. „Denkt daran“, schärfte er den Missionaren ein, „ihr habt nicht ein Menschenreich auszubreiten, sondern das Reich Christi!“ Wenn die Kirche wahrhaft katholisch sein wolle, dürfe sie „keinem Volk und keiner Nation eine Fremde“ sein.

## Über das Missionsverständnis
Es folgt eine Auseinandersetzung mit dem Wandel im Missionsverständnis, er propagiert diese Veränderungen und schrieb deutlich, dass er dieses auch konsequent durchsetzen wolle. Er forderte die Missionsbischöfe auf, die Eigenständigkeit des einheimischen Klerus zu respektieren und voranzutreiben, denn schließlich gehe es ihm um das Bewahren und Modernisieren der Kirche als Institution und um die Verbreitung des Glaubens.

## Pflichten der Missionare
Mit seinem Apostolischen Schreiben entsendet er die Missionare und legt ihnen Pflichten auf:

„Nun wenden Wir Uns an Euch alle, geliebte Söhne, die ihr den Weinberg des Herrn bestellt. Vornehmlich in Euren Händen liegt zugleich mit der Ausbreitung der christlichen Weisheit das Heil so vieler Seelen ... Die Euch übertragene Sendung ist geradezu göttlich und weit über die Armseligkeit menschlicher Rücksichten erhaben: denen, die im Todesschatten schmachten, Licht zu bringen, und denen die ins Verderben eilen, den Weg zum Heile zu öffnen. Begreift daher, dass Ihr nicht für das Vaterland hier auf Erden Bürger zu werben habt, sondern für das Vaterland, das droben ist. Es wäre daher wirklich zu bedauern, wenn es Missionare gäbe, die scheinbar so auf ihre Würde vergäßen, dass sie mehr an das irdische als an das himmlische Vaterland dächten.“

## Kolonisierung und Missionierung im Widerspruch
In diesem Schreiben grenzt er deutlich die staatliche Kolonisierung von der christlichen Missionierung ab. Leicht könne man die Einheimischen dann zur falschen Meinung verführen, so dass sie folgendes annehmen könnten: Der christliche Glaube sei die Landesreligion irgendeiner ausländischen Nation und das Christentum annehmen bedeute, sich der Schutzherrschaft eines auswärtigen Staates zu unterwerfen und auf die eigene Staatszugehörigkeit zu verzichten.

## Zum 100. Jahrestag
Mit einem Brief, vom 22. Oktober 2017, an den Präfekt der Kongregation für die Evangelisierung der Völker Fernando Kardinal Filoni erinnerte Papst Franziskus daran, dass sich am 30. November 2019 zum einhundertsten Mal die Promulgation des Apostolischen Schreibens Maximum illud jähren wird. Dieses Ereignis habe ihn, auf Vorschlag der Kongregation, veranlasst für Oktober 2019 „einen außerordentlichen Monat der Mission auszurufen, um das Bewusstsein der missio ad gentes wieder stärker wachzurufen und mit neuem Schwung die missionarische Umgestaltung des Lebens und der Seelsorge wiederaufzunehmen“.